# Județul Telšiai
Telšiai este un județ în Lituania.
1. ↑  Visuotinė lietuvių enciklopedija